# Konrad IV. von Hanau
Konrad von Hanau († 31. Januar 1383), in der Regel „Konz“ genannt, war Benediktiner und Fürstabt des Klosters Fulda.

## Familie
Konrad von Hanau war der fünfte Sohn des Grafen Ulrich II. von Hanau (* ca. 1280/1288; † 1346) und der Agnes von Hohenlohe (* vor 1295; † 29. November 1346), Tochter des Kraft I. von Hohenlohe. Die älteste erhaltene Erwähnung zu ihm stammt von 1343. Zu diesem Zeitpunkt war er Schüler der Fuldaer Klosterschule. Sein Geburtsjahr wird also zwischen 1325 und 1330 liegen.
Aufgrund der in der Familie geübten Primogenitur folgte sein ältester Bruder, Ulrich III. (* 1310; † 1369/70), dem Vater in der Regierung. Die übrigen Söhne Ulrichs II., so auch er, mussten standesgemäß anders versorgt werden, wofür sich geistliche Karrieren anboten. Als Fürstabt von Fulda erreichte er den wohl höchsten Rang unter seinen zahlreichen Geschwistern.

## Karriere
Aus der kirchlichen Karriere des Konrad von Hanau sind folgende von ihm eingenommene Positionen bekannt:
- Vor 1353 war er Kanoniker an der St. Johanneskirche vor den Mauern in Hildesheim. Er verlor die Position durch Exkommunikation am 16. Oktober 1353.[4]
- 1353 ist er Mönch und Priester des Klosters Fulda. Dort führt er in den 1360er Jahren die Opposition gegen seinen Vorgänger, Heinrich VII.[5], dem er nach dessen Tod als Abt nachfolgte.
- 1355–1372 war er Propst des Klosters Holzkirchen
- Im Mai oder Juni 1372 wurde er zum Fürstabt von Fulda gewählt.[6]

## Fürstabt von Fulda

### Wahl
Die Wahl zum Fürstabt von Fulda war nicht einfach und nicht billig. Er musste dazu erhebliche Summen aufnehmen, unter anderem von seinem Bruder, Ulrich III. von Hanau, und seinem Neffen, Ulrich IV. von Hanau. Es sind Schuldverschreibungen über insgesamt 12.500 fl in diesem Zusammenhang belegt. Gegenkandidat war Wilhelm von Magenheim, Propst von Solnhofen. Der Wahl Konrads von Hanau stand als Hindernis nach kanonischem Recht ein Schaden am linken Auge entgegen. Die Kandidaten schlossen im Vorfeld der Wahl vorsichtshalber einen Vertrag, der den Unterlegenen großzügig entschädigen sollte. Davon ist allerdings nur die Konrad von Hanau begünstigende Urkunde erhalten. Beide reisten zur Kurie nach Avignon, um eine Bestätigung ihrer Wahl zu erlangen.
Die Entscheidung wurde letztendlich durch die Kurie gefällt und es siegte wohl die größere Finanzkraft Konrads von Hanau. Am 7. Februar 1373 wurde er als Konrad IV. durch Papst Gregor XI. zum Fürstabt von Fulda ernannt, wegen seines Auges wurde ihm Dispens erteilt. Wie seine Vorgänger erhielt auch er vermutlich die Benediktion in Avignon.

### Finanzielle Lage
Die hohe Verschuldung für seine Wahl hatte gleich nach Regierungsantritt Konsequenzen, da er versuchen musste, die eingegangenen Schulden aus dem Reichsstift Fulda zu refinanzieren. Schon 1374 werden die Burg Otzberg, die Stadt Hering und Anteile an der Stadt Umstadt für 23.875 fl. an Ulrich IV. von Hanau verpfändet. Die Ausgangslage war schlecht, das Stift bereits stark verschuldet.

### Politische Lage
Die Regierungszeit Konrad IV. ist durch zahlreiche Fehden und Kämpfe mit Rittern der Umgebung geprägt. Das war, bei allen militärischen Erfolgen, seinen Finanzen nicht zuträglich. In einem Krieg mit Landgraf Hermann II. von Hessen unterlag er, was ihn ebenfalls teuer zu stehen kam. Auch die fuldischen Städte hatten ein gespanntes Verhältnis zu ihrem Landesherren. Er war zum einen selbst an Übergriffen auf das Eigentum von Bürgern beteiligt und ergriff andererseits in innerstädtischen Auseinandersetzungen zwischen Zünften und Patriziern zugunsten letzterer gegen die Mehrheit der Bürger Partei. Aus Sicht der Bürger waren die ständigen Fehden auch ein Versagen des Landesherren, den Frieden zu sichern. Die fuldischen Landstände, denen Stiftskapitel, Ritter und die Städte Fulda, Vacha, Hammelburg und Geisa angehörten, opponierten ebenfalls, was – da nur diese Steuern bewilligen konnten – wiederum die finanzielle Lage Konrads IV. verschärfte. Bis zum Sommer 1381 behielt Konrad militärisch die Oberhand, konnte aber noch im gleichen Jahr seinen finanziellen Verpflichtungen nicht mehr nachkommen. Ende 1381 war die Lage so aussichtslos, dass er sich einer Zwangsverwaltung einer aus sechs Pflegren und drei städtischen Beiräten bestehende Kommission, die von den Landständen dominiert wurde, unterwerfen musste. Dieser Vorgang konstituierte erstmals und in nie wieder erreichter Vollständigkeit die fuldischen Landstände. Diese versuchten, die Finanzen der Fürstabtei wieder in den Griff zu bekommen. Der Landesherr durfte nur noch die Burg Rockenstuhl bei Geisa und den Frauenberg bei Fulda nutzen. Der Abtrag der unter seiner Regierung eingegangenen Verpflichtungen zieht sich über mehr als zehn Jahre nach seinem Tod hin.

## Tod
Konrad von Hanau wurde Anfang des Jahres 1383 in Spangenberg ermordet. Eine Quelle spricht davon, dass er erstochen, eine andere davon, dass er zwischen einer Tür und Türrahmen zerquetscht worden sei. Die Täter blieben unbekannt und wurden nie gefasst.
Die Hintergründe der Tat sind unklar. Sie können im Zusammenhang mit seinen Auseinandersetzungen mit dem fuldischen Adel stehen. Erwähnt wird – allerdings erst in der späteren Literatur – in diesem Zusammenhang der so genannte Sternerbund. Dieser hatte sich allerdings schon 1381 aufgelöst, kann mit dem Vorfall also nichts zu tun haben. Die erhaltenen Berichte über das Ereignis stammen aus sehr viel späteren Quellen, die Einzelheiten bleiben unklar.
Er wurde in der Dreikönigskapelle, die er in der Nähe des Bonifatiusgrabes im Fuldaer Dom hatte errichten lassen, beigesetzt.

## Vorfahren
| Ahnentafel von Konrad von Hanau | Ahnentafel von Konrad von Hanau                                                                       | Ahnentafel von Konrad von Hanau                                                                       | Ahnentafel von Konrad von Hanau                                                                                      | Ahnentafel von Konrad von Hanau                                                                              | Ahnentafel von Konrad von Hanau | Ahnentafel von Konrad von Hanau |
| ------------------------------- | --- | --- | --- | --- | ------------------------------- | ------------------------------- |
| Urgroßeltern                    | Reinhard I. von Hanau (* vor 1243; † 1281) ⚭ Adelheid von Hagen-Münzenberg († 1291)                   | Ludwig von Rieneck-Rothenfels († 1289) ⚭ Udehilt von Grumbach und Rotenfels († 1300)                  | Gottfried von Hohenlohe, Graf der Romagna (nachgewiesen: 1219–1266) ⚭ Richza von Krautheim (nachgewiesen: 1224–1263) | Graf Friedrich von Truhendingen-Dillingen († 1274) 2. ⚭ vmtl. Margaretha von Andechs-Meranien († 1271)       |                                 |                                 |
| Großeltern                      | Ulrich I. von Hanau (* 1250/60; † 1305/06) ⚭ Elisabeth von Rieneck-Rotenfels (* ca. 1260; † ca. 1300) | Ulrich I. von Hanau (* 1250/60; † 1305/06) ⚭ Elisabeth von Rieneck-Rotenfels (* ca. 1260; † ca. 1300) | Kraft I. von Hohenlohe-Weikersheim (nachgewiesen 1260–1312) 2. ⚭ vmtl. Margarethe von Truhendingen-Dillingen         | Kraft I. von Hohenlohe-Weikersheim (nachgewiesen 1260–1312) 2. ⚭ vmtl. Margarethe von Truhendingen-Dillingen |                                 |                                 |
| Eltern                          | Ulrich II. von Hanau (* 1280; † 1346) ⚭ Agnes von Hohenlohe-Weikersheim (* vor 1295; † 1342/44)       | Ulrich II. von Hanau (* 1280; † 1346) ⚭ Agnes von Hohenlohe-Weikersheim (* vor 1295; † 1342/44)       | Ulrich II. von Hanau (* 1280; † 1346) ⚭ Agnes von Hohenlohe-Weikersheim (* vor 1295; † 1342/44)                      | Ulrich II. von Hanau (* 1280; † 1346) ⚭ Agnes von Hohenlohe-Weikersheim (* vor 1295; † 1342/44)              |                                 |                                 |
| Konrad von Hanau                | | | | |                                 |                                 |